# Septic Death
Septic Death war eine Hardcore-Band aus Boise im US-Bundesstaat Idaho. Ihr extrem schnell gespielter Stil machte sie in der Szene bekannt und war ein großer Einfluss für die später entstandene Grindcore-Szene sowie die Hardcore-Subgenres Thrashcore und Speedcore und die Crossover-Szene.

## Bandgeschichte
Septic Death wurde 1981 von Brian „Pushead“ Schroeder, Paul Birnbaum, Mike Matlock und Jon Taylor gegründet und zunächst als Spaß-Band konzipiert. Alle vier Mitglieder waren in der Skater-Szene ihrer Heimatstadt aktiv. Obwohl alle Bandmitglieder gleichberechtigt waren, konzentrierte sich das Interesse vor allem auf Pushead, der sich in der wachsenden Hardcore-Szene bereits einen Namen als Zeichner gemacht hatte und ab 1984 das Musiklabel Pusmort betrieb.
Der Bandname (zu deutsch etwa: „fauliger Tod“) entstand aus einem atheistischen Konzept, nach dem die Religionen Gott erfunden hätten, damit der Mensch keine Angst vor dem Tod haben muss. Der Bandname stellt den Gegenentwurf dar, den fauligen, hässlichen Tod.
Die meisten Veröffentlichungen erschienen über Pusmort Records. 1986 löste sich die Gruppe auf.

## Musikstil
Septic Death gehörten zu den ersten Hardcore-Punk-Bands in den Vereinigten Staaten und bedienten sich eines sehr schnellen, aber auch sehr technischen Stils. Die Texte handeln vor allem von Angst und Paranoia, aber auch von gesellschaftlichen Problemen.

## Rezeption
Obwohl Pushead in der Szene sehr bekannt war, war Septic Death durch ihre Herkunft recht isoliert und konnte zur Zeit ihres Bestehens kaum Konzerte spielen. Die Platten sind heute gesuchte Raritäten, die selten neu aufgelegt werden. Septic Death gilt heute als eine der ersten, wegweisenden Speedcore-Bands und als Hardcore-Legende. Die Band wird von zahlreichen Gruppen unterschiedlicher Genres als Einfluss benannt, so unter anderem von Integrity, Darkthrone und Napalm Death.

## Diskografie
- 1984: Need So Much Attention…Acceptance of Whom (EP, Pusmort)
- 1985: Time Is the Boss - Aaarrggh It's Live! (Live-10’’, Deluxe)
- 1987: Now That I Have the Attention, What Do I Do with It? (Album, Pusmort)
- 1987: Burial Mai So (EP)
- 1988: Kichigai (EP)
- 1988: Somewhere in Time (Live-7’’)
- 1990: Attention (Kompilation, Pusmort)
- 1992: Theme From Ozobozo (Kompilation)
- 1992: Daymare (EP)
- 1992: Gore Story (LP)
- 1993: Two Seven Halves (Split-2x7’’ mit Rocket from the Crypt)
- 1998: Desparate for Attention (EP)
- 1999: Crossed Out Twice (Kompilation)
- 1999: Uncontrollable Proof (5’’)
- 2000: Victim Of A Thought Crime (Kompilation, Pusmort)